# (33069) 1997 WQ2
1997 WQ2 (asteroide 33069) é um asteroide da cintura principal. Possui uma excentricidade de 0.08865920 e uma inclinação de 6.69956º.
Este asteroide foi descoberto no dia 23 de novembro de 1997 por Takao Kobayashi em Oizumi.